# アルティモール東神楽店
アルティモール東神楽店（アルティモールひがしかぐらてん、英: ALTIMALL HIGASHIKAGURA）は、北海道上川郡東神楽町にあるショッピングセンター。

## 概要
西條の新たなショッピングモール展開として、新興住宅地のひじり野地区において同社による既存のスーパーセンター「ベストム東神楽店」（2003年開店）に隣接する形で建設した。アルティモールの建設に伴ってベストムをリニューアルしており、両施設は渡り廊下で接続している。名称は、究極を表す意味の英語「アルティメット」（Ultimate）から名づけている。

## 施設
テナントには「スイートデコレーション」はじめ、旭川地域では初出店となる「グリーンパークス・トピック」（Green Parks topic）、丸ヨ池内による「アイゲート・イケウチ・ダイセツ」（iGATE IKEUCHI daisetsu）などの専門店、北海道の食材をメインとしたビュッフェ・レストラン「ブッフェ&カフェ・オンプ」（BUFFET & CAFE omp）などの飲食店、託児施設を備えたキッズパークとスクールが融合した「ソプラティコ・ファンタジー・スクエア」（Sopratico Fantasy Square）、旭川空港に近い立地条件を生かした免税店「ソラマチマーケット・ラソラ」（SORAMACHI MARKET RA SO RA）などが出店している。
- くまざわ書店
- ザ・ダイソー
- ABC-MART
- シューラルー
- ハニーズ
- ケンタッキーフライドチキン
- ミスタードーナツ
- ペッピーキッズクラブ
- 明光義塾

## アクセス
北海道道294号東川東神楽旭川線沿いに位置している。
- 旭川空港から車で約15分
- 旭川市中心部から車で約20分
- 旭川市旭山動物園から車で約20分
- 東川町から車で約20分
- 美瑛町から車で約30分